# پیز فلیانا
پیز فلیانا (به لاتین: Piz Fliana) یک کوه در سوئیس است که در کانتون گراوبوندن واقع شده‌است. پیز فلیانا ۳٬۲۸۱ متر بالاتر از سطح دریا واقع شده‌است.